# Rodrigo
Rodrigo är ett spanskt och portugisiskt namn som kommer från det germanska namnet Roderik som betyder "den som är rik på ära". 
Det är ett vanligt namn i spansktalande länder. 
Äldre versioner på namnet är: Hrodric på gammalhögtyska, Hroðricus på fornengelska, Hrœrekr (norska, isländska) och Hrørīkr eller Rørik/Rurik (danska, svenska) på fornnordiska.

## Motsvarighet på andra språk
| Varianter på andra språk |                                                        |
| Tyska                    | Roderich                                               |
| Arabiska                 | لذريق (Ludhriq)                                        |
| Katalanska               | Roderic                                                |
| Baskiska                 | Edrigu, Errodeika                                      |
| Franska                  | Rodrigue                                               |
| Kymriska eller walesiska | Rhodri                                                 |
| Galiciska                | Roi                                                    |
| Ungerska                 | Rodrigó                                                |
| Slaviska språk           | Roderik, Roderyk, Rodryg, Rurik                        |
| Germanska språk          | Roderic, Roderich, Roderick, Roderik, Ruderic, Rüdiger |
| Engelska                 | Roderick                                               |
| Iriska                   | Ruaidhrí, Ruairí, Ruaraidh, Rudhraighe                 |
| Italienska               | Roderico, Roderigo, Rodrico                            |
| Latin                    | Rodericus, Ruricus                                     |
| Portugisiska             | Rodrigo, Rui                                           |

## Personer med förnamnet Rodrigo
- Roderik eller Kung Roderick, var den siste visigotiske kungen av Hispania
- Rodrigo Díaz de Vivar, mer känd som El Cid under återerövringen av Spanien under 1000-talet.
- Rodrigo Lanzol Borja (1431–1503), födelsenamn för påve Alexander VI
- Rodrigo Duterte, Filippinernas president
- Rodrigo Núñez, chilensk fotbollsspelare
- Rodrigo Santoro, brasiliansk skådespelare
- Rodrigo Pessoa, brasiliansk hoppryttare
- Rodrigo Pencheff, svensk kompositör och sångtextförfattare
- Rodrigo Palacio, argentinsk fotbollsspelare
- Rodrigo García, colombiansk-amerikansk regissör, manusförfattare och producent
- Rodrigo Moreno Machado, spansk fotbollsspelare

## Med efternamnet Rodrigo
- Joaquín Rodrigo, spansk kompositör
- João Rodrigo, brasiliansk fotbollsspelare